# Åsarna naturreservat
Åsarna naturreservat är ett naturreservat i Bodens kommun i Norrbottens län.
Området är naturskyddat sedan 2019 och är 4,2 kvadratkilometer stort. Reservatet ligger utmed två vattendrag norr om Råneälven. Reservatet består av gammal sandtallskog och sumpskog.  